# Панасюк, Лев Моисеевич
Лев Моисеевич Панасюк ( 29 января 1936, Саратов — 21 февраля 2001, Кишинёв) — советский физик, доктор физико-математических наук (1974), профессор (1976). Заслуженный изобретатель СССР (1991).
Сын военнослужащего. 
Выпускник физико-математического факультета Кишинёвского государственного университета им. В. И. Ленина (1959, диплом с отличием). В 1959—1963 гг. инженер-конструктор в лаборатории автоматизации предприятий легкой промышленности при Совнархозе МССР.
С 1963 года на научной и преподавательской работе в Кишинёвском университете: аспирант на кафедре электрофизики, преподаватель, доцент (1970), профессор (1976), с 1977 зав. кафедрой электроники.
Кандидат физико-математических наук (1968). Доктор физико-математических наук (1974). Автор научных работ и изобретений в области гетеропереходов на основе кремния. Оформил 187 авторских свидетельств и патентов.
Заслуженный изобретатель СССР (Указ Президента СССР от 25 февраля 1991 № УП-1552 «О присвоении почетного звания „Заслуженный изобретатель СССР“ тов. Панасюку Л. М.»).
Награждён орденом Трудового Красного Знамени. За достижения в области аэрофотосъемки и создание безсеребряной термофотопластической плёнки подходящей для могоразовой аэрокосмической съёмки. Опытный аппарат "Парус" был отправлен на космическую станцию для проведения опытов.
Последняя публикация датирована 2002 годом пост-фактум.